# Llandrillo
Llandrillo (« Église de Trillo » en gallois) est un village du comté de Denbighshire, au Pays de Galles.

## Toponymie
Llandrillo tire son nom de Saint Trillo (en), un missionnaire du VIe siècle originaire de Bretagne,.

## Géographie
Le village est situé dans le nord du Pays de Galles, sur la route B4401, entre Cynwyd et Llandderfel. Il est traversé par la rivière Afon Ceidiog.

## Climat
Llandrillo possède un climat océanique.

## Démographie
Le village comptait 580 habitants en 2011 ; 59,2% d'entre eux étaient galloisants.

## Lieux et monuments
- Moel Tŷ Uchaf
- Cercle de pierres de Tyfos (cy)
- Branas Uchaf (cy)
- Pont de pierre du XVIIIe siècle[7]
- Église[8]

## Personnalités liées à Llandrillo
- Hywel Cilan (cy), poète du XVe siècle, né à Llandrillo.